# مجال فاصل (رياضيات)

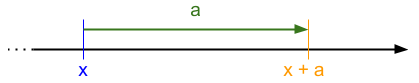
إضافة x + a على خط الأعداد. كل الأعداد أكبر من x وأقل من x + a تقع في هذا المجال المفتوح.

في الرياضيات الفترة أو المجال الفاصل هو مجموعة من الأعداد الحقيقية بحيث أن أي عدد يقع بين عددين في المجموعة هو أيضا عنصر في تلك المجموعة. على سبيل المثال، مجموعة الأعداد x التي تحقق أن 0 ≤ x ≤ 1 هي مجال تحتوي كلا من 0 و1 ، وكذلك جميع الأعداد بينهما. أمثلة أخرى للمجالات هي مجموعة الأعداد الحقيقية {\displaystyle \mathbb {R} }، كذلك مجموعة الأعداد الحقيقية السالبة، والمجموعة الفارغة.
تلعب المجالات دورًا مهمًا في نظرية التكامل، لأنها أبسط مجموعة يسهل تعريف «حجمها» أو «قياسها» أو «طولها». يمكن بعد ذلك توسيع مفهوم القياس ليشمل مجموعات أكثر تعقيدًا من الأعداد الحقيقية، مما يؤدي إلى قياس بوريل وفي نهاية المطاف إلى مقياس لوبيغ.
يتم تعريف المجالات على مجموعة اختيارية مرتبة ترتيبا كليا، مثل الأعداد الصحيحة أو الأعداد الكسرية. يتم مراعاة تدوين المجالات الصحيحة في القسم الخاص أدناه.

## المصطلحات
- المجال المفتوح لا يشمل نقاط النهاية، ويشار إليه بأقواس مدورة "(". على سبيل المثال: (0,1) تعني أكبر من 0 وأقل من 1.
- المجال المغلق هو مجال يتضمن جميع نقاطه المحددة، ويُشار إليه بأقواس مربعة "]". على سبيل المثال: [0,1] تعني أكبر من أو تساوي 0 وأقل من أو تساوي 1.
- يتضمن المجال نصف المفتوح واحد فقط من نقاط النهاية الخاصة به، ويتم الإشارة إليها عن طريق خلط الرموز للمجال المفتوح والمغلق. فمثلا: المجال (0,1] يعني أكبر من 0 وأقل من أو تساوي 1 ، بينما المجال [0,1) يعني أكبر من أو يساوي 0 وأقل من 1.
- المجال المتحول (degenerate interval) هو أي مجموعة تتكون من عدد حقيقي واحد. ويضع بعض المؤلفين المجموعة الفارغة في هذا التعريف. وتُسمى المجال الذي ليس فارغ وليس متحول بالمجال غير المعتل (proper)، وتحتوي على عدد غير محدود من العناصر.
- يُقال إن المجال مُحدود من اليسار (left-bounded) أو مُحدود من اليمين (right-bounded) إذا كان هناك عدد حقيقي أصغر من أو أكبر من جميع عناصره على التوالي.
- يقال إن المجال محدود (bounded) إذا كان محدود يسارًا ويمينًا؛ ويقال أنه غير محدود إذا كانت خلاف ذلك. يقال إن المجال المحدود بنهاية واحدة تكون نصف محدود. المجموعة الفارغة هي مجال محدود، ومجموعة كل الأعداد الحقيقية هي المجال الوحيد غير المحدود من كلا الطرفين. تُعرف المجال المحدود أيضًا بمجالات محددة.

المجالات المحدودة هي مجموعات محدودة، بمعنى أن قطرها (الذي يساوي الفرق المطلق بين نقاط النهاية) محدود. يمكن أن يسمى القطر طول أو عرض أو قياس أو مدى أو حجم المجال. يُعرَّف حجم المجال غير المحدود بأنه +∞ ، ويمكن تعريف حجم المجال الفارغ على أنه 0.
الوسط (النقطة الوسطى) للمجال المحدود التي نقاط نهايتها هما a وb هو (a + b)/2 ، ونصف القطر هو نصف القيمة المطلقة للفرق بين a وb أي 2/| a - b |. هذه المفاهيم غير مُعَرَّفة للمجال الفارغ أو المجال غير المحدودة.
يقال إن المجال مفتوح لليسار إذا وفقط إذا كان لا يحتوي على حد أدنى (عنصر أصغر من جميع عناصره الأخرى)؛ بينما يقال أنه مفتوح لليمين إذا كان لا يحتوي على حد أقصى (عنصر أكبر من جميع عناصرها الأخرى)؛ وتُسمى مفتوح إذا كان ليس لديه حد أدنى ولا حد أقصى. المجال [0,1) = {x | 0 ≤ x < 1}
 ، على سبيل المثال، يكون مغلق من اليسار ومفتوحة لليمين. المجموعة الفارغة ومجموعة كل الأعداد الحقيقة هي مجالات مفتوحة، في حين أن مجموعة الأعداد الحقيقة غير السالبة هي مجال مفتوح لليمين وليس لليسار. تتطابق المجالات المفتوحة مع المجموعات المفتوحة على خط الأعداد الحقيقية في طوبولوجيتها القياسية.
يقال إن المجال مغلق من اليسار إذا كان يحتوي على عنصر هو الحد الأدنى له، وتكون مغلق من اليمين إذا كانت يحتوي الحد الأقصى، وتسمى مغلق إذا كانت يحتوي على كليهما. يتم عادةً توسيع هذه التعريفات لتشمل المجموعة الفارغة والمجالات غير المحدودة (يسارًا أو يمينًا)، ولذلك تتطابق المجالات المغلقة مع المجموعات المغلقة في تلك الهيكلية.
الجزء الداخلي (interior) من المجال I هو أكبر مجال مفتوح موجودة في I ؛ وهو أيضًا مجموعة كل نقاط I التي ليست نقاط النهاية لـ I. إغلاق (closure) المجال I هو أصغر مجال مغلق تحتوي على I ؛ أو هو أيضا مجموعة I بالإضافة إلى نقاط النهاية.
بالنسبة إلى أي مجموعة X من الأعداد الحقيقية، تكون المجال المحيط (interval enclosure) أو (interval span) لـ X هو المجال الوحيد الذي يحتوي على X ولا تحتوي بشكل صحيح على أي مجال آخر يحتوي أيضًا على X.

### ملاحظة على المصطلحات المتعارضة
تم استخدام مصطلحات مقطع (segment) ومجال (interval) في الأوراق العلمية المنشورة بطريقتين متناقضتين بشكل أساسي، مما أدى إلى غموض عند استخدام هذه المصطلحات. موسوعة الرياضيات يُعَرِّف المجال (بدون توضيح) لاستبعاد كلا النهايتين (أي مجال مفتوح) والمقطع ليشمل كلا النهايتين (أي مجال مغلق)، في حين أن مبادئ رودين للتحليل الرياضي تُسمي المجموعات على الشكل [ أ ، ب ] مجالات، والمجموعات على الشكل (أ ، ب) مقاطع. عادة ما تظهر هذه المصطلحات في الكتابات القديمة؛ بينما النصوص الحديثة فيستخدم مصطلح المجال (مع بيان كونها مفتوحة أو مغلقة أو نصف مفتوحة)، بغض النظر عما إذا كانت نقاط النهاية مدرجة أم لا.

## رموز المجالات
غالبًا ما يتم الإشارة إلى المجال للأعداد بين a وb، بما في ذلك a وb، بالرمز [a, b] (أي مجال مغلق). يطلق على العددين a وb نقاط النهاية للمجال. في البلدان التي تُكتب فيها الأعداد بفاصلة عشرية، يمكن استخدام فاصلة منقوطة كفاصل، لتجنب اللبس.

### احتواء أو استبعاد نقاط النهاية
للإشارة إلى أن إحدى نقاط النهاية لا تنتمي للمجموعة، يمكن استبدال القوس المربع "[" المقابل لها إما بأقواس مدورة "(" أو عكس القوس المربع. تم وصف كلا الترميزين في المعيار الدولي ISO 31-11. وهكذا، في تدوين باني مجموعة،
{\displaystyle {\begin{aligned}{\color {RedOrange}(}a,b{\color {RedOrange})}={\mathopen {\color {RedOrange}]}}a,b{\mathclose {\color {RedOrange}[}}&=\{x\in \mathbb {R} \mid a{\color {RedOrange}<}x{\color {RedOrange}<}b\},\\{}{\color {OliveGreen}[}a,b{\color {RedOrange})}={\mathopen {\color {OliveGreen}[}}a,b{\mathclose {\color {RedOrange}[}}&=\{x\in \mathbb {R} \mid a{\color {OliveGreen}\leq }x{\color {RedOrange}<}b\},\\{}{\color {RedOrange}(}a,b{\color {OliveGreen}]}={\mathopen {\color {RedOrange}]}}a,b{\mathclose {\color {OliveGreen}]}}&=\{x\in \mathbb {R} \mid a{\color {RedOrange}<}x{\color {OliveGreen}\leq }b\},\\{}{\color {OliveGreen}[}a,b{\color {OliveGreen}]}={\mathopen {\color {OliveGreen}[}}a,b{\mathclose {\color {OliveGreen}]}}&=\{x\in \mathbb {R} \mid a{\color {OliveGreen}\leq }x{\color {OliveGreen}\leq }b\}.\end{aligned}}}
لاحظ أن (a, a) ، [a, a) ، و(a, a] كلها تمثل مجموعة فارغة، بينما [a, a] تشير إلى المجموعة {a}. وإذا كانت a > b ، عادةً ما تؤخذ الرموز الأربعة لتمثيل المجموعة الفارغة.
قد يتداخل كلا الترميزين مع الاستخدامات الأخرى للأقواس المربعة والأقواس المدورة في الرياضيات. على سبيل المثال، يستخدم الترميز (a, b) غالبًا للدلالة على زوج مرتب في نظرية المجموعة، وإحداثيات نقطة أو متجه في الهندسة التحليلية والجبر الخطي، أو (في بعض الأحيان) عدد معقد في الجبر. هذا هو السبب في أن بورباكي قدم الترميز ]a, b[ للإشارة إلى المجال المفتوح. يستخدم الترميز [a, b] أيضًا في بعض الأحيان للأزواج المرتبة، خاصةً في علوم الكمبيوتر.
يستخدم بعض المؤلفين ]a, b[ للدلالة على المكمل (complement) للمجال  (a, b) ؛ وهي كل مجموعة من الأعداد الحقيقية التي إما أن تكون "أقل من أو تساوي a" أو "أكبر من أو يساوي b".

### نقاط النهاية غير المحددة
في بعض السياقات، يمكن تعريف المجال على أنه مجموعة فرعية من الأعداد الحقيقية الممتدة، وهي مجموعة من جميع الأعداد الحقيقية موسعة مع −∞ و+∞.
في هذا التفسير، تكون الرموز [−∞, b] و(−∞, b] و[a, +∞] و[a, +∞) كلها ذات معنى ومتميزة. على وجه الخصوص (−∞, +∞) تشير إلى مجموعة من جميع الأعداد الحقيقية العادية، في حين أن [−∞, +∞] تشير إلى الأعداد الحقيقية الممتدة.
حتى في سياق الأعداد الحقيقية العادية، يمكن للمرء استخدام نقطة النهاية غير المحدودة (infinite) للإشارة إلى عدم وجود أي حدود في هذا الاتجاه. على سبيل المثال، (0, +∞) هي مجموعة منالأعداد الحقيقية الموجبة تُكتب أيضًا ℝ+.يؤثر السياق على بعض التعاريف والمصطلحات المذكورة أعلاه.على سبيل المثال، المجال (−∞, +∞)  هو مجموعة الأعداد الحقيقية.

### مجالات الأعداد الصحيحة
يتم أحيانًا استخدام الترميز [a .. b] عندما يكون a وb عددًا صحيحًا، أو {a .. b} ، أو مجرد a .. b للإشارة إلى المجال الذي يحتوي كل الأعداد الصحيحة بين a وb ، بما في ذلك الاثنين. يستخدم هذا الترميز في بعض لغات البرمجة؛ في لغة الباسكال، على سبيل المثال، يتم استخدامه لتحديد لتعريف مدى، يتم استخدامه في أغلب الأحيان لتحديد الحدود الدنيا والعليا لمؤشرات صالحة لمصفوفة.
دائمًا ما تحتوي مجالات الأعداد الصحيحة على نقطة نهاية منخفضة أو علوية محددة (finite). لذلك، يمكن الإشارة بوضوح إلى استبعاد نقاط النهاية عن طريق كتابة a .. b − 1 أو a + 1 .. b أو a + 1 .. b − 1. نادراً ما تستخدم ترميزات القوس البديل مثل [a .. b) أو [a .. b[ للمجالات الصحيحة.

## تصنيف المجالات
يمكن تصنيف مجالات الأعداد الحقيقية في أحد عشر نوعًا مختلفًا مدرجًا أدناه، حيث a وb أعداد حقيقية، و{\displaystyle a<b} {\displaystyle a<b}
فارغة: {\displaystyle [b,a]=(b,a)=[b,a)=(b,a]=(a,a)=[a,a)=(a,a]=\{\}=\emptyset }
متحولة: {\displaystyle [a,a]=\{a\}}
محدودة:
مفتوحة: {\displaystyle (a,b)=\{x\mid a<x<b\}}
مغلقة: {\displaystyle [a,b]=\{x\mid a\leq x\leq b\}}
مغلقة من اليسار، مفتوحة من اليمين: {\displaystyle [a,b)=\{x\mid a\leq x<b\}}
مفتوحة من اليسار، مغلقة من اليمين: {\displaystyle (a,b]=\{x\mid a<x\leq b\}}
محدودة من اليسار وغير محدودة من اليمين:
مفتوحة من اليسار: {\displaystyle (a,+\infty )=\{x\mid x>a\}}
مغلقة من اليسار: {\displaystyle [a,+\infty )=\{x\mid x\geq a\}}
غير محدودة من اليسار ومحدودة من اليمين:
مفتوحة من اليمين: {\displaystyle (-\infty ,b)=\{x\mid x<b\}}
مغلقة من اليمين: {\displaystyle (-\infty ,b]=\{x\mid x\leq b\}}
غير محدودة من كلا الطرفين (مفتوح ومغلق في وقت واحد): {\displaystyle (-\infty ,+\infty )=\mathbb {R} }:

## خصائص المجالات
المجالات هي بالضبط مجموعات فرعية متصلة من{\displaystyle \mathbb {R} }. ويترتب على ذلك أن صورة المجال بواسطة أي دالة مستمرة هي أيضًا مجال. هذه أحد صيغ مبرهنة القيمة الوسطية.